# Дідьє Кюш
Дідьє Кюш (фр. Didier Cuche, 16 серпня 1974) — швейцарський гірськолижник, чемпіон світу 2009 року в супергіганті. Спортсмен року Швейцарії (2009 та 2011).
Бере участь у міжнародних змаганнях з 1993. Тричі брав участь у «білих» Олімпіадах — 1998, 2002 та 2006, на яких отримав одну срібну медаль у супергіганті на пару з австрійцем Ханс Кнаусом.
На чемпіонатах світу Кюш тричі займав призові місця. На чемпіонаті 2007 здобув третє місце у гігантському слаломі, а на наступному змаганні переміг у супергіганті і став другим у швидкісному спуску.

## Перемоги на етапах Кубку світу
Швидкісний спуск
- 23 січня 1998, Кіцбюель, Австрія
- 10 березня 2007, Квітф'єль, Норвегія
- 19 січня 2008, Кіцбюель, Австрія
- 21 лютого 2009, Сестрієре, Італія

Супергігант
- 7 березня 2002, Альтенмаркт-ім-Понгау, Австрія
- 8 грудня 2002, Бівер-Крик, США
- 14 грудня 2007, Валь-Гардена, Італія

Гігантський слалом
- 5 січня 2002, Адельбоден, Швейцарія
- 3 січня 2004, Гарміш-Партенкірхен, Німеччина
- 25 жовтня 2009, Зельден, Австрія